# Ла-Мартр (озеро)

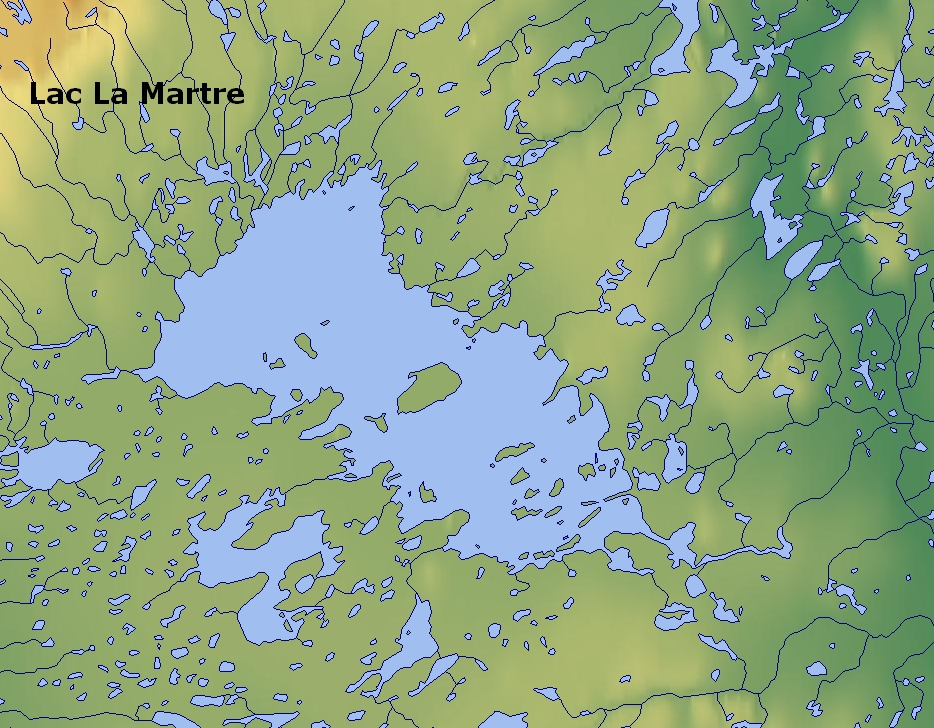
Карта озера Ла-Мартр

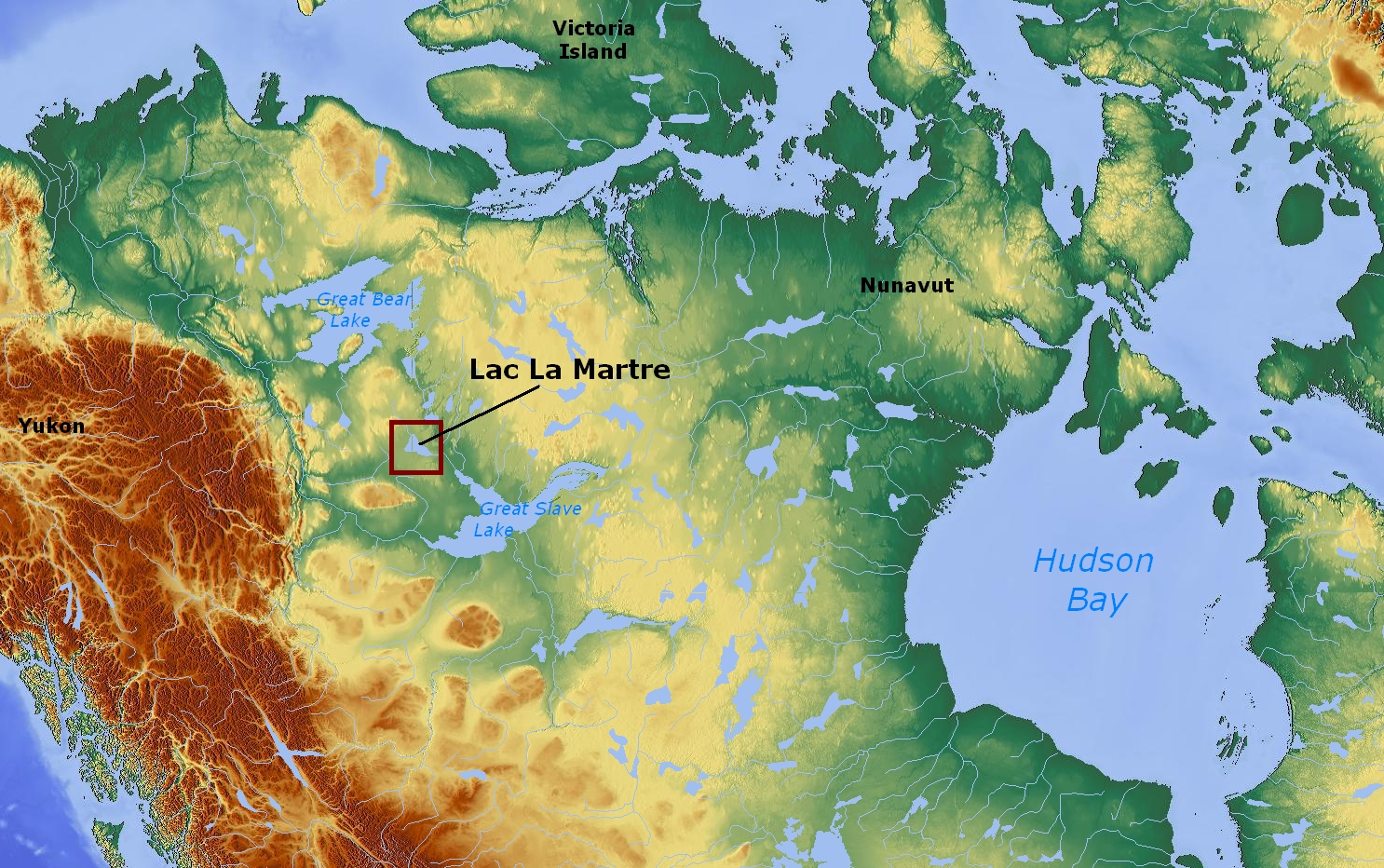
Расположение озера на карте Канады

Ла-Мартр (фр. La Martre) — озеро в Северо-Западных территориях Канады. Расположено северо-западнее Большого Невольничьего озера. Одно из больших озёр Канады — площадь водной поверхности равна 1687 км², общая площадь — 1776 км², третье по величине озеро Северо-Западных территорий. Высота над уровнем моря 265 метров. Озеро имеет изрезанную береговую линию и множество островов, самый крупный из которых (Биг-Айленд) лежит в центре озера, остальные острова гораздо меньше и в основном находятся в восточной части озера, общая площадь островов равна 89 км².
Основное питание озеро получает с севера от озера Грандин по одноимённой реке и с запада от озёр Уэйбурн (Weyburn Lake) и Бартлетт (Bartlett Lake). Сток из юго-восточной оконечности озера в реку Мариан (Marian River), далее через озеро Мариан в Северный рукав Большого Невольничьего озера.
На восточном берегу озера находится посёлок Уоти (Whati), который до 2005 года назывался Лак-Ла-Мартр. В 2009 году в посёлке проживало 497 человек, в основном коренное население.
В летнее время озеро является одним из центров любительского рыболовства в Канаде. Специализация: северная щука и озёрная форель. Ловится также арктический хариус.